# 10. Biathlon-Weltcup 2021/22 (Oslo)
Das Weltcupfinale der Biathlon-Saison 2021/22 fand traditionell auf dem Holmenkollen nordwestlich der norwegischen Hauptstadt Oslo statt. Zu Gast in der Holmenkollen nasjonalanlegg war man zum ersten Mal seit März 2019, beide Weltcupfinals in den vorausgegangenen Saisons wurden verschoben. Die Wettkämpfe wurden zwischen dem 14. und 20. März 2022 ausgetragen.
In Folge der Olympischen Spiele gaben einige Biathleten im Vorhinein bekannt, ihre Karriere nach den Wettkämpfen in Oslo zu beenden. Darunter zählten die Olympiasieger Wita Semerenko und Anaïs Bescond, die Weltmeister Maren Hammerschmidt, Erik Lesser, Dominik Windisch und Simon Desthieux sowie Athleten wie Susan Dunklee, Benjamin Weger, Selina Gasparin und Amanda Lightfoot, die in ihrem Land wesentlich zur Popularität des Biathlonsports beitrugen.
Aufgrund der Wettervorhersage wurde der Sprint der Frauen nicht am Donnerstag, sondern vor dem Männersprint am Freitagmittag ausgetragen.

## Wettkampfprogramm
| Datum        | Männer    | Männer               | Frauen    | Frauen                       |
| ------------ | --------- | -------------------- | --------- | ---------------------------- |
| Do, 17.03.22 |           |                      | 15:45 Uhr | (Sprint (7,5 km) verschoben) |
| Fr, 18.03.22 | 15:45 Uhr | Sprint (10 km)       | 13:15 Uhr | Sprint (7,5 km)              |
| Sa, 19.03.22 | 15:00 Uhr | Verfolgung (12,5 km) | 12:50 Uhr | Verfolgung (10 km)           |
| So, 20.03.22 | 15:00 Uhr | Massenstart (15 km)  | 12:50 Uhr | Massenstart (12,5 km)        |

## Teilnehmende Nationen und Athleten
| Nation                 | Anzahl               | Athlet | Athletin |
| Europa (19 Nationen)   | Europa (19 Nationen) | Europa (19 Nationen) | Europa (19 Nationen) |
| ---------------------- | -------------------- | --- | --- |
| Belgien                | 2+1                  | Florent Claude, Thierry Langer | Lotte Lie |
| Bulgarien              | 3+3                  | Wladimir Iliew, Anton Sinapow, Blagoj Todew | Daniela Kadewa, Marija Sdrawkowa, Milena Todorowa |
| Deutschland            | 8+5                  | Benedikt Doll, Lucas Fratzscher, Philipp Horn, Johannes Kühn, Erik Lesser, Philipp Nawrath, Roman Rees, David Zobel                                                                         | Denise Herrmann, Janina Hettich, Franziska Hildebrand, Franziska Preuß, Vanessa Voigt                                                                                   |
| Estland                | 3+3                  | Kalev Ermits, Raido Ränkel, Kristo Siimer | Susan Külm, Regina Oja, Johanna Talihärm |
| Finnland               | 4+3                  | Otto Invenius, Heikki Laitinen, Jaakko Ranta, Tero Seppälä | Mari Eder, Erika Jänkä, Nastassja Kinnunen |
| Frankreich             | 7+7                  | Émilien Claude, Fabien Claude, Simon Desthieux, Quentin Fillon Maillet, Antonin Guigonnat, Émilien Jacquelin, Éric Perrot                                                                   | Anaïs Bescond, Paula Botet, Justine Braisaz-Bouchet, Chloé Chevalier, Anaïs Chevalier-Bouchet, Lou Jeanmonnot, Julia Simon                                              |
| Italien                | 5+4                  | Didier Bionaz, Thomas Bormolini, Tommaso Giacomel, Lukas Hofer, Dominik Windisch | Samuela Comola, Federica Sanfilippo, Lisa Vittozzi, Dorothea Wierer |
| Lettland               | 3+3                  | Rudis Balodis, Renārs Birkentāls, Edgars Mise | Baiba Bendika, Sanita Buliņa, Annija Sabule |
| Litauen                | 4+2                  | Linas Banys, Maksim Fomin, Tomas Kaukėnas, Vytautas Strolia | Natalija Kočergina, Gabrielė Leščinskaitė |
| ( Moldau)              | 2+2                  | Pawel Magasejew, Maxim Makarow | Aljona Iwanowa, Alina Stremous |
| Norwegen               | 9+8                  | Aleksander Fjeld Andersen, Filip Fjeld Andersen, Sverre Dahlen Aspenes, Sivert Guttorm Bakken, Erlend Bjøntegaard, Tarjei Bø, Vetle Sjåstad Christiansen, Sturla Holm Lægreid, Martin Uldal | Tiril Eckhoff, Karoline Erdal, Ragnhild Femsteinevik, Emilie Ågheim Kalkenberg, Karoline Offigstad Knotten, Ida Lien, Marte Olsbu Røiseland, Ingrid Landmark Tandrevold |
| Österreich             | 4+3                  | Simon Eder, David Komatz, Felix Leitner, Harald Lemmerer | Lisa Hauser, Anna Juppe, Dunja Zdouc |
| Rumänien               | 2+2                  | George Buta, Dmitri Schamajew | Anastassija Tolmatschowa, Natalja Uschkina |
| Schweden               | 6+7                  | Oskar Brandt, Jesper Nelin, Emil Nykvist, Martin Ponsiluoma, Sebastian Samuelsson, Malte Stefansson                                                                                         | Ingela Andersson, Mona Brorsson, Emma Nilsson, Stina Nilsson, Elvira Öberg, Hanna Öberg, Linn Persson                                                                   |
| Schweiz                | 4+4                  | Joscha Burkhalter, Martin Jäger, Sebastian Stalder, Benjamin Weger | Aita Gasparin, Elisa Gasparin, Selina Gasparin, Lena Häcki |
| Slowakei               | 3+3                  | Šimon Bartko, Michal Šíma, Tomáš Sklenárik | Ivona Fialková, Paulína Fialková, Zuzana Remeňová |
| Slowenien              | 4+2                  | Klemen Bauer, Lovro Planko, Rok Tršan, Anton Vidmar | Živa Klemenčič, Nika Vindišar |
| Tschechien             | 5+5                  | Mikuláš Karlík, Michal Krčmář, Jonáš Mareček, Jakub Štvrtecký, Adam Václavík | Lucie Charvátová, Markéta Davidová, Jessica Jislová, Eva Puskarčíková, Tereza Voborníková                                                                               |
| Vereinigtes Königreich | 1                    | | Amanda Lightfoot |
| Amerika (2 Nationen)   |                      | | |
| Kanada                 | 3+1                  | Jules Burnotte, Christian Gow, Scott Gow | Emma Lunder |
| Vereinigte Staaten     | 4+4                  | Jake Brown, Sean Doherty, Leif Nordgren, Paul Schommer | Susan Dunklee, Clare Egan, Deedra Irwin, Joanne Reid |
| Asien (2 Nationen)     |                      | | |
| Japan                  | 3+4                  | Tsukasa Kobonoki, Kōsuke Ozaki, Mikito Tachizaki | Asuka Hachisuka, Sari Maeda, Fuyuko Tachizaki, Yurie Tanaka |
| Kasachstan             | 2+3                  | Danil Belezki, Alexander Muchin | Jelisaweta Beltschenko, Darja Klimina, Galina Wischnewskaja-Scheporenko                                                                                                 |
| Ozeanien (1 Nation)    |                      | | |
| Australien             | 1                    | | Jillian Colebourn |

## Ausgangslage
Im letzten Weltcup einer Saison werden immer, von den regulären Startplätzen unabhängig, zusätzliche Quotenplätze vergeben. Diese gelten für die Top 10 der Gesamtwertung des IBU-Cups (wer startet, entscheidet der Verband) und für die beiden erfolgreichsten Teilnehmer pro Geschlecht bei den Juniorenweltmeisterschaften, hier also Martin Uldal und Tereza Voborníková. 

Als Führende des Gesamtweltcups gingen Marte Olsbu Røiseland und Quentin Fillon Maillet an den Start, der Franzose hatte die große Kristallkugel bereits vor den Wettbewerben sicher gewonnen. 

Durch die zusätzlichen Startplätze sollten im deutschen Team Lucas Fratzscher und Philipp Horn ebenfalls den Sprint bestreiten. Justus Strelow sollte ebenfalls starten, wie auch Vanessa Hinz musste er aber aufgrund eines positiven Coronatests absagen. Philipp Horn stürzte einen Tag vor dem Sprint im Training schwer und wurde mit Verdacht auf eine Gehirnerschütterung ins Krankenhaus von Oslo transportiert. 

Das polnische und das moldawische Team nahm nicht mehr teil.

## Ergebnisse
| 10. Weltcup in Oslo, 14. bis 20. März 2022 | 10. Weltcup in Oslo, 14. bis 20. März 2022 | 10. Weltcup in Oslo, 14. bis 20. März 2022 | 10. Weltcup in Oslo, 14. bis 20. März 2022 | 10. Weltcup in Oslo, 14. bis 20. März 2022 |
| ------------------------------------------ | ------------------------------------------ | ------------------------------------------ | ------------------------------------------ | ------------------------------------------ |
| Datum                                      | Disziplin                                  | Erster Platz                               | Zweiter Platz                              | Dritter Platz                              |
| 18. März 2022 (Fr.)                        | Sprint (7,5 km)                            | Tiril Eckhoff                              | Lisa Hauser                                | Marte Olsbu Røiseland                      |
| 18. März 2022 (Fr.)                        | Sprint (10 km)                             | Sturla Holm Lægreid                        | Quentin Fillon Maillet                     | Sebastian Samuelsson                       |
| 19. März 2022 (Sa.)                        | Verfolgung (10 km)                         | Tiril Eckhoff                              | Marte Olsbu Røiseland                      | Paulína Fialková                           |
| 19. März 2022 (Sa.)                        | Verfolgung (12,5 km)                       | Erik Lesser                                | Quentin Fillon Maillet                     | Sturla Holm Lægreid                        |
| 20. März 2022 (So.)                        | Massenstart (12,5 km)                      | Justine Braisaz-Bouchet                    | Franziska Preuß                            | Marte Olsbu Røiseland                      |
| 20. März 2022 (So.)                        | Massenstart (15 km)                        | Sivert Guttorm Bakken                      | Sturla Holm Lægreid                        | Émilien Jacquelin                          |

## Verlauf

### Sprint

#### Frauen
Start: Freitag, 18. März 2022, 13:15 Uhr
| Platz | Sportler                | Zeit    | Schießfehler |
| ----- | ----------------------- | ------- | ------------ |
| 1     | Tiril Eckhoff           | 21:28,3 | 0+1          |
| 2     | Lisa Hauser             | +7,0    | 0+0          |
| 3     | Marte Olsbu Røiseland   | +9,4    | 0+1          |
| 4     | Markéta Davidová        | +19,7   | 0+0          |
| 5     | Anaïs Chevalier-Bouchet | +40,3   | 0+0          |
| 6     | Jessica Jislová         | +54,2   | 0+0          |
| 7     | Denise Herrmann         | +56,1   | 0+1          |
| 8     | Paulína Fialková        | +1:02,4 | 0+1          |
| 9     | Franziska Hildebrand    | +1:08,3 | 0+0          |
| 10    | Chloé Chevalier         | +1:10,2 | 0+1          |
| 11    | Lisa Vittozzi           | +1:12,8 | 1+0          |
| 12    | Janina Hettich          | +1:13,6 | 0+0          |
| 0     |                         |         |              |
| 14    | Vanessa Voigt           | +1:20,5 | 1+0          |
| 18    | Lena Häcki              | +1:34,6 | 2+0          |
| 20    | Dunja Zdouc             | +1:38,9 | 0+1          |
| 30    | Elisa Gasparin          | +2:10,4 | 1+1          |
| 32    | Lotte Lie               | +2:15,5 | 0+1          |
| 38    | Samuela Comola          | +2:25,0 | 1+0          |
| 40    | Aita Gasparin           | +2:32,2 | 0+2          |
| 44    | Selina Gasparin         | +2:35:0 | 1+2          |
| 45    | Franziska Preuß         | +2:35,4 | 1+3          |
| 48    | Anna Juppe              | +2:40,6 | 1+1          |
| 54    | Federica Sanfilippo     | +3:08,8 | 2+2          |
| 67    | Dorothea Wierer         | +4:07,0 | 3+3          |

Gemeldet: 81 
 Nicht am Start: 3 
 Nicht beendet: 3
Dank einer herausragenden Laufleistung gewann Tiril Eckhoff ihr zweites Rennen der Saison, Lisa Hauser lief zu ihrem ersten Podestplatz seit Anfang Dezember. Marte Olsbu Røiseland sicherte sich dank ihres dritten Platzes sicher die Sprintwertung. Im letzten Rennen, was für die Nationenwertung der Damen zählte, sicherten sich die Tschechinnen durch starke Leistungen von Davidová und Jislová gegen die Italiener, die außer durch Lisa Vittozzi keine wirklichen Punkte erzielten, den fünften Rang in der Wertung und damit sechs Startplätze für die kommende Saison. Eva Puskarčíková, Yurie Tanaka und Sari Maeda liefen den letzten Wettkampf ihrer Karriere.

#### Männer
Start: Freitag, 18. März 2022, 15:45 Uhr
| Platz | Sportler                   | Zeit    | Schießfehler |
| ----- | -------------------------- | ------- | ------------ |
| 1     | Sturla Holm Lægreid        | 25:27,1 | 0+0          |
| 2     | Quentin Fillon Maillet     | +22,4   | 0+0          |
| 3     | Sebastian Samuelsson       | +26,5   | 0+0          |
| 4     | Benedikt Doll              | +39,5   | 0+0          |
| 5     | Erik Lesser                | +40,0   | 0+1          |
| 6     | Philipp Nawrath            | +40,5   | 0+0          |
| 7     | Vetle Sjåstad Christiansen | +54,3   | 0+0          |
| 8     | Johannes Kühn              | +59,7   | 0+1          |
| 9     | Aleksander Fjeld Andersen  | +59,8   | 0+0          |
| 10    | Martin Ponsiluoma          | +1:08,8 | 0+2          |
| 11    | David Zobel                | +1:22,2 | 0+0          |
| 0     |                            |         |              |
| 14    | Tommaso Giacomel           | +1:27,3 | 1+0          |
| 23    | Simon Eder                 | +1:50,0 | 0+1          |
| 25    | Dominik Windisch           | +1:55,6 | 0+1          |
| 26    | Thomas Bormolini           | +2:00,1 | 0+1          |
| 29    | Benjamin Weger             | +2:05,3 | 1+0          |
| 31    | Sebastian Stalder          | +2:08,6 | 2+0          |
| 32    | Roman Rees                 | +2:10,0 | 0+2          |
| 38    | Lukas Hofer                | +2:25,6 | 2+0          |
| 40    | Felix Leitner              | +2:31,2 | 0+2          |
| 41    | Thierry Langer             | +2:31,8 | 1+0          |
| 43    | Lucas Fratzscher           | +2:35,9 | 2+0          |
| 52    | David Komatz               | +2:48,7 | 1+1          |
| 58    | Joscha Burkhalter          | +3:02,0 | 2+1          |
| 61    | Harald Lemmerer            | +3:08,1 | 0+3          |
| 65    | Didier Bionaz              | +3:19,9 | 2+1          |
| 77    | Martin Jäger               | +3:59,7 | 3+1          |
| DNS   | Philipp Horn               |         |              |

Gemeldet: 90 
 Nicht am Start: 3
Dank der mit Abstand schnellsten Laufzeit gewann Sturla Holm Lægreid seinen ersten Sprint der Saison und blieb wie Fillon Maillet und Samuelsson fehlerfrei. Mit fünf Deutschen unter den besten Elf sprang ein hervorragendes Mannschaftsergebnis. Aleksander Fjeld Andersen erreichte sein bestes Karriereergebnis, für den 20-jährigen Martin Uldal gab es beim ersten Weltcup gleich ein Top-20-Resultat. Martin Jäger, Leif Nordgren, Scott Gow, Kalev Ermits und Kōsuke Ozaki bestritten ihren letzten Wettkampf der Karriere.

### Verfolgung

#### Frauen
Start: Samstag, 19. März 2022, 12:50 Uhr
| Platz | Sportler                | Zeit    | Schießfehler |
| ----- | ----------------------- | ------- | ------------ |
| 1     | Tiril Eckhoff           | 29:55,7 | 0+1+1+0      |
| 2     | Marte Olsbu Røiseland   | +24,9   | 0+0+1+1      |
| 3     | Paulína Fialková        | +50,5   | 0+0+0+0      |
| 4     | Anaïs Chevalier-Bouchet | +59,0   | 0+0+0+1      |
| 5     | Denise Herrmann         | +1:05,2 | 0+2+0+0      |
| 6     | Lisa Hauser             | +1:11,0 | 2+0+1+0      |
| 7     | Markéta Davidová        | +1:19,7 | 1+1+1+0      |
| 8     | Elvira Öberg            | +1:29,7 | 0+1+1+0      |
| 9     | Franziska Hildebrand    | +1:34,3 | 0+0+0+0      |
| 10    | Franziska Preuß         | +1:37,2 | 0+0+0+0      |
| 0     |                         |         |              |
| 14    | Elisa Gasparin          | +2:25,4 | 0+0+0+0      |
| 16    | Janina Hettich          | +2:36,1 | 0+0+1+2      |
| 17    | Lena Häcki              | +2:39,4 | 2+1+0+1      |
| 19    | Vanessa Voigt           | +2:51,9 | 0+1+1+1      |
| 20    | Dunja Zdouc             | +2:55,0 | 0+1+1+0      |
| 25    | Lisa Vittozzi           | +3:23,3 | 4+0+1+0      |
| 26    | Samuela Comola          | +3:27,8 | 0+0+0+1      |
| 33    | Aita Gasparin           | +3:42,0 | 0+0+1+0      |
| 38    | Lotte Lie               | +4:12,5 | 1+0+0+1      |
| 41    | Selina Gasparin         | +4:51,5 | 2+0+1+1      |
| 48    | Anna Juppe              | +5:41,3 | 0+2+0+2      |
| 50    | Federica Sanfilippo     | +6:10,0 | 0+2+2+1      |

Gemeldet: 60 
 Nicht am Start: 2 
 Überrundet: 5
Tiril Eckhoff gewann dank einer starken Schlussrunde auch den Verfolger, hinter Marte Olsbu Røiseland stand Paulína Fialková zum ersten Mal seit gut zwei Jahren auf einem Weltcuppodest. Die schnellste Laufzeit, die schnellste Verfolgungszeit und ein fehlerfreies Schießen lieferte Franziska Preuß ab und lief damit von Startposition 45 auf Rang 10. Auch Franziska Hildebrand und Elisa Gasparin lieferten Saisonbestleistungen ab. Im Zuge des Rennens beendeten Selina Gasparin, Clare Egan, Susan Dunklee und Amanda Lightfoot ihre Karrieren.

#### Männer
Start: Samstag, 19. März 2022, 15:00 Uhr
| Platz | Sportler                   | Zeit    | Schießfehler |
| ----- | -------------------------- | ------- | ------------ |
| 1     | Erik Lesser                | 32:03,8 | 0+0+0+0      |
| 2     | Quentin Fillon Maillet     | +9,4    | 0+1+0+0      |
| 3     | Sturla Holm Lægreid        | +22,7   | 0+1+0+2      |
| 4     | Sebastian Samuelsson       | +1:04,9 | 0+0+2+0      |
| 5     | Vetle Sjåstad Christiansen | +1:09,7 | 0+0+1+1      |
| 6     | Martin Ponsiluoma          | +1:31,3 | 2+1+0+0      |
| 7     | Sivert Guttorm Bakken      | +1:37,9 | 0+0+1+0      |
| 8     | Aleksander Fjeld Andersen  | +1:40,2 | 0+0+1+1      |
| 9     | Benedikt Doll              | +1:43,6 | 1+0+0+2      |
| 10    | Vytautas Strolia           | +1:50,1 | 0+1+0+0      |
| 11    | David Zobel                | +2:00,2 | 1+0+0+0      |
| 0     |                            |         |              |
| 14    | Lukas Hofer                | +2:05,3 | 0+0+0+0      |
| 16    | Simon Eder                 | +2:06,6 | 0+0+0+1      |
| 21    | Philipp Nawrath            | +2:58,1 | 0+0+2+3      |
| 22    | Tommaso Giacomel           | +3:18,1 | 2+1+1+0      |
| 25    | Johannes Kühn              | +3:25,6 | 0+0+4+3      |
| 26    | Lucas Fratzscher           | +3:25,8 | 0+0+0+1      |
| 28    | Roman Rees                 | +3:33,1 | 0+1+0+2      |
| 29    | Thomas Bormolini           | +3:39,2 | 1+1+1+0      |
| 33    | Benjamin Weger             | +4:02,6 | 2+0+0+2      |
| 36    | Sebastian Stalder          | +4:30,7 | 1+1+0+2      |
| 37    | David Komatz               | +4:46,2 | 0+1+1+0      |
| 43    | Dominik Windisch           | +5:36,5 | 2+1+2+2      |
| 47    | Joscha Burkhalter          | +5:41,1 | 0+1+0+3      |
| LAP   | Thierry Langer             |         | 4+2+0        |
| DNS   | Felix Leitner              |         |              |

Gemeldet: 60 
 Nicht am Start: 6 
 Überrundet: 2
Für Erik Lesser gab es im vorletzten Rennen seiner Karriere seinen dritten Weltcupsieg zu feiern, er setzte sich beim letzten Schießen vor Fillon Maillet und Lægreid an die Spitze und behauptete diese auch bis ins Ziel. Für Aleksander Fjeld Andersen und Émilien Claude (Rang 20) gab es Karrierebestleistungen. Die größte Aufholjagd gelang Lukas Hofer, der von Rang 38 auf 14 lief. Tsukasa Kobonoki, Dominik Windisch und Klemen Bauer bestritten ihren letzten Wettkampf als Profiathlet.

### Massenstart

#### Frauen
Start: Sonntag, 20. März 2022, 12:50 Uhr
| Platz | Sportler                   | Zeit    | Schießfehler |
| ----- | -------------------------- | ------- | ------------ |
| 1     | Justine Braisaz-Bouchet    | 35:20,8 | 1+1+0+0      |
| 2     | Franziska Preuß            | +7,8    | 0+1+0+1      |
| 3     | Marte Olsbu Røiseland      | +8,6    | 0+1+0+1      |
| 4     | Linn Persson               | +13,6   | 0+0+1+1      |
| 5     | Elvira Öberg               | +13,7   | 0+0+1+1      |
| 6     | Ingrid Landmark Tandrevold | +14,1   | 1+0+0+1      |
| 7     | Denise Herrmann            | +14,5   | 1+1+0+1      |
| 8     | Lisa Hauser                | +15,4   | 0+0+0+1      |
| 9     | Janina Hettich             | +15,6   | 0+0+0+0      |
| 10    | Vanessa Voigt              | +45,0   | 0+1+0+0      |
| 0     |                            |         |              |
| 12    | Dorothea Wierer            | +56,5   | 0+0+0+1      |
| 15    | Franziska Hildebrand       | +1:14,8 | 0+0+0+1      |
| 17    | Lotte Lie                  | +1:35,7 | 0+0+0+0      |
| 18    | Dunja Zdouc                | +1:36,9 | 1+0+0+1      |
| 20    | Lena Häcki                 | +1:53,7 | 1+1+0+2      |
| 23    | Lisa Vittozzi              | +2:25,8 | 1+2+2+0      |

Gemeldet und am Start: 30
In einem extrem spannenden und engen Rennen gewann die Olympiasiegerin Justine Braisaz-Bouchet dank fehlerfreiem letzten Schießens auch diesen Massenstart und damit auch die Massenstartwertung, Franziska Preuß setzte sich im Zielsprint gegen Marte Olsbu Røiseland durch und stieg somit auf ihr einziges Podest der Saison. Lisa Hauser und Janina Hettich waren auf Podestkurs auf die letzte Runde gegangen, mussten sich aber vom Pulk dahinter einholen lassen. Ihr letztes Rennen bestritten Anaïs Bescond sowie Franziska Hildebrand.

#### Männer
Start: Sonntag, 20. März 2022, 15:00 Uhr
| Platz | Sportler                   | Zeit    | Schießfehler |
| ----- | -------------------------- | ------- | ------------ |
| 1     | Sivert Guttorm Bakken      | 38:31,2 | 0+0+0+0      |
| 2     | Sturla Holm Lægreid        | +0,5    | 0+0+1+1      |
| 3     | Émilien Jacquelin          | +13,4   | 0+0+2+0      |
| 4     | Erik Lesser                | +21,6   | 1+1+0+0      |
| 5     | Philipp Nawrath            | +31,5   | 0+0+1+0      |
| 6     | Vetle Sjåstad Christiansen | +44,8   | 0+0+0+0      |
| 7     | Quentin Fillon Maillet     | +48,4   | 2+1+0+0      |
| 8     | David Zobel                | +49,2   | 0+0+0+1      |
| 9     | Simon Desthieux            | +59,0   | 0+1+0+2      |
| 10    | Simon Eder                 | +1:01,8 | 0+0+1+0      |
| 0     |                            |         |              |
| 16    | Roman Rees                 | +1:40,8 | 0+0+1+1      |
| 22    | Benjamin Weger             | +2:25,2 | 0+0+3+1      |
| 23    | Johannes Kühn              | +3:00,4 | 1+0+2+2      |
| 24    | Felix Leitner              | +3:12,8 | 1+0+1+2      |
| 25    | Lukas Hofer                | +3:33,3 | 0+1+2+0      |
| 26    | Thomas Bormolini           | +3:33,8 | 1+1+1+1      |
| 27    | Tommaso Giacomel           | +3:34,6 | 1+3+1+1      |

Gemeldet und am Start: 30
Mit Sivert Guttorm Bakken gab es zum Abschluss der Saison einen Premierensieger, der sich mit dem Sieg auch den Massenstartweltcup sicherte. Sturla Holm Lægreid hatte auf der Zielgeraden das Nachsehen. Für Erik Lesser und Philipp Nawrath sprangen bei traumhaften Bedingungen erneut hervorragende Ergebnisse heraus, David Zobel erreichte sein bestes Karriereergebnis. Lesser, Simon Desthieux, Benjamin Weger und Thomas Bormolini beendeten ihre Karriere mit diesem letzten Rennen der Saison.

## Auswirkungen

### Auf den Gesamtweltcup
Schon vor dem letzten Weltcup stand fest, dass Quentin Fillon Maillet uneinholbar vorn liegt, und damit zum ersten Mal in seiner Karriere den Gesamtweltcup gewinnen würde. Aus deutschsprachiger Sicht beendeten weiterhin Johannes Kühn, Roman Rees, Simon Eder, Philipp Nawrath und Lukas Hofer die Saison unter den besten 20. Marte Olsbu Røiseland machte den Gesamtsieg in Oslo mit konstant guten Leistungen fest. Bei den Frauen erreichte lediglich Vanessa Voigt mit Rang 13 einen weiteren Platz unter den besten 20.
| Rang | Name                       | Punkte | Siege | Verän- derung |
| ---- | -------------------------- | ------ | ----- | ------------- |
| 1    | Quentin Fillon Maillet     | 984    | 8     |               |
| 2    | Sturla Holm Lægreid        | 736    | 2     |               |
| 3    | Sebastian Samuelsson       | 717    | 2     |               |
| 4    | Vetle Sjåstad Christiansen | 708    | 2     |               |
| 5    | Émilien Jacquelin          | 706    | 1     |               |
| 6    | Tarjei Bø                  | 601    | 0     |               |
| 7    | Simon Desthieux            | 590    | 0     |               |
| 8    | Benedikt Doll              | 557    | 1     |               |
| 9    | Sivert Guttorm Bakken      | 553    | 1     |               |
| 10   | Erik Lesser                | 535    | 1     |               |

| Rang | Name                    | Punkte | Siege | Verän- derung |
| ---- | ----------------------- | ------ | ----- | ------------- |
| 1    | Marte Olsbu Røiseland   | 957    | 6     |               |
| 2    | Elvira Öberg            | 823    | 4     |               |
| 3    | Lisa Hauser             | 684    | 1     |               |
| 4    | Hanna Öberg             | 661    | 1     |               |
| 5    | Anaïs Chevalier-Bouchet | 642    | 0     |               |
| 6    | Denise Herrmann         | 589    | 1     |               |
| 7    | Dsinara Alimbekawa      | 589    | 0     |               |
| 8    | Justine Braisaz-Bouchet | 581    | 2     |               |
| 9    | Dorothea Wierer         | 577    | 1     |               |
| 10   | Markéta Davidová        | 560    | 1     |               |

### Auf den Sprintweltcup
In der Entscheidung um die Sprintwertung der Männer gab es keine Änderungen für den ersten Platz, Quentin Fillon Maillet hatte die Kristallkugel schon vor dem letzten Sprint sicher. Rang zwei belegte mit 62 Punkten Rückstand Sebastian Samuelsson, der das rote Trikot bis Kontiolahti noch trug, durch seinen Sieg schob sich Sturla Holm Lægreid noch an Émilien Jacquelin vorbei auf Platz drei. Mit Johannes Kühn und Benedikt Doll landeten zwei Deutsche unter den besten Zehn.
Bei den Frauen verlief es ähnlich, nur mit einem punktelosen Sprint hätte Marte Olsbu Røiseland die Sprintkugel noch aus den Händen geben können. Mit über 70 Punkten Rückstand komplettierten Elvira und Hanna Öberg das Podest, aus dem deutschsprachigen Raum schlossen Lisa Hauser und Denise Herrmann mit Endposition vier und sechs die Wertung unter den Top 10 ab.

### Auf den Verfolgungsweltcup
Durch seine überragende Siegbilanz (fünf von sieben Verfolgern gewonnen) war auch die Verfolgungswertung der Männer in den Händen von Fillon Maillet. Den zweiten Rang ergatterte erneut Sebastian Samuelsson, allerdings mit gut 100 Punkten Rückstand. Mit Platz zwei in Kontiolahti und dem Sieg in Oslo erklomm Erik Lesser überraschend das Podest im Verfolgungsweltcup. Mit Benedikt Doll auf dem neunten Rang war auch ein weiterer Deutscher in den Top 10 vertreten.
Auch bei den Frauen war die beste Athletin des Winters gleichzeitig die beste Verfolgerin. Mit 80 Punkten Vorsprung distanzierte sie erneut Elvira und Hanna Öberg. Keine deutsche Athletin erreichte die besten Zehn, dafür aber Lisa Hauser und Dorothea Wierer.

### Auf den Massenstartweltcup
Vor dem Rennen ging es bei den Männern zwischen vier Athleten um den Sieg in der Massenstartwertung. Durch seinen unerwarteten Sieg sicherte sich schlussendlich Sivert Guttorm Bakken mit vier Punkten Vorsprung vor Fillon Maillet die kleine Kristallkugel, das Podest komplettierte Vetle Sjåstad Christiansen. Benedikt Doll erreichte Platz 7, mit Simon Eder war auch ein Österreicher unter den besten Zehn zu finden.
Ebenfalls sehr spannend verlief die Entscheidung in der Wertung der Frauen. Die bis dahin Führende Dorothea Wierer hatte im Wettkampf läuferisch keine Chance und fiel auf Platz drei zurück. Elvira Öberg fehlte am Ende exakt eine Zehntelsekunde zur kleinen Kristallkugel, die sich dank des Rennsieges Justine Braisaz-Bouchet sicherte. Weiterhin platzierten sich Vanessa Voigt und Denise Herrmann in den Top 10.

### Auf die Nationenwertung
Durch die Ausfälle aller Athleten verlor die ukrainische, russische und belarussische Mannschaft überall jeweils einen Startplatz für die kommende Saison. Die tschechische Damen- und die italienische Herrenmannschaft bekamen erstmals seit längerer Zeit sechs Startplätze, ein Novum gab es mit den fünf Startplätzen für die finnischen Herren.
| Rang | Name        | Punkte | Siege |
| ---- | ----------- | ------ | ----- |
| 01   | Norwegen    | 7277   | 10    |
| 02   | Frankreich  | 6954   | 3     |
| 03   | Deutschland | 6707   | 1     |
| 04   | Schweden    | 5851   | 2     |
| 05   | Italien     | 5475   | 0     |
| 06   | Russland    | 5061   | 4     |
| 07   | Österreich  | 5010   | 0     |
| 08   | Schweiz     | 4843   | 0     |
| 09   | Tschechien  | 4574   | 0     |
| 10   | Finnland    | 4480   | 0     |

| Rang | Name        | Punkte | Siege |
| ---- | ----------- | ------ | ----- |
| 01   | Norwegen    | 6856   | 8     |
| 02   | Schweden    | 6765   | 3     |
| 03   | Frankreich  | 6572   | 4     |
| 04   | Deutschland | 6402   | 1     |
| 05   | Tschechien  | 5488   | 1     |
| 06   | Italien     | 5449   | 0     |
| 07   | Österreich  | 5093   | 1     |
| 08   | Schweiz     | 4838   | 0     |
| 09   | Russland    | 4602   | 1     |
| 10   | Belarus     | 4498   | 1     |

### Auf die U-25-Wertung
Für den jeweils besten Athleten unter 25 Jahren vergibt die IBU während und nach der Saison ein blaues Trikot.
| Rang | Name                      | Punkte | Siege |
| ---- | ------------------------- | ------ | ----- |
| 01   | Sturla Holm Lægreid       | 736    | 2     |
| 02   | Sebastian Samuelsson      | 717    | 2     |
| 03   | Sivert Guttorm Bakken     | 553    | 1     |
| 04   | Filip Fjeld Andersen      | 403    | 0     |
| 05   | Said Karimulla Chalili    | 222    | 0     |
| 06   | Daniil Serochwostow       | 199    | 0     |
| 07   | Aleksander Fjeld Andersen | 165    | 0     |
| 08   | Tommaso Giacomel          | 160    | 0     |
| 09   | Sebastian Stalder         | 119    | 0     |
| 10   | Dsmitryj Lasouski         | 113    | 0     |

| Rang | Name                     | Punkte | Siege |
| ---- | ------------------------ | ------ | ----- |
| 01   | Elvira Öberg             | 823    | 4     |
| 02   | Markéta Davidová         | 560    | 1     |
| 03   | Vanessa Voigt            | 522    | 0     |
| 04   | Irina Kasakewitsch       | 189    | 0     |
| 05   | Ida Lien                 | 187    | 0     |
| 06   | Walerija Wasnezowa       | 153    | 0     |
| 07   | Milena Todorowa          | 97     | 0     |
| 08   | Emilie Ågheim Kalkenberg | 81     | 0     |
| 09   | Karoline Erdal           | 61     | 0     |
| 10   | Kamila Żuk               | 41     | 0     |

## Debütanten
Folgende Athleten nahmen zum ersten Mal an einem Biathlon-Weltcup teil. Dabei kann es sich sowohl um Individualrennen, als auch um Staffelrennen handeln.
| Männer        | Frauen |
| ------------- | ------ |
| Otto Invenius |        |
| Martin Uldal  |        |